# Conus taeniatus
Espèce
Statut de conservation UICN

 LC  : Préoccupation mineure
Conus taeniatus est une espèce de mollusque gastéropode marin de la famille des Conidae.

## Répartition
mer Rouge et nord-ouest de l'Océan Indien.

## Philatélie
Ce coquillage figure sur une émission du Territoire français des Afars et des Issas de 1976 (valeur faciale : 60 F).